# Louis Ferrié
Pour les articles homonymes, voir Ferrié.
Louis Ferrié est un footballeur français né le 24 novembre 1946 à Mazamet.